# Infiniti G
Infiniti G – samochód osobowy klasy średniej produkowany przez koncern Nissan pod marką Infiniti od 1991 roku. Auto w wersji sedan zostało zastąpione modelem Q50. Nazwę odmiany coupe w 2013 roku zmieniono na Q60.

## Infiniti G I
Infiniti G20 P10 produkowany był w latach 1990 - 1996. Do jego napędu używano silnika R4 o pojemności dwóch litrów. Moc przenoszona była na oś przednią poprzez 5-biegową manualną skrzynię biegów.

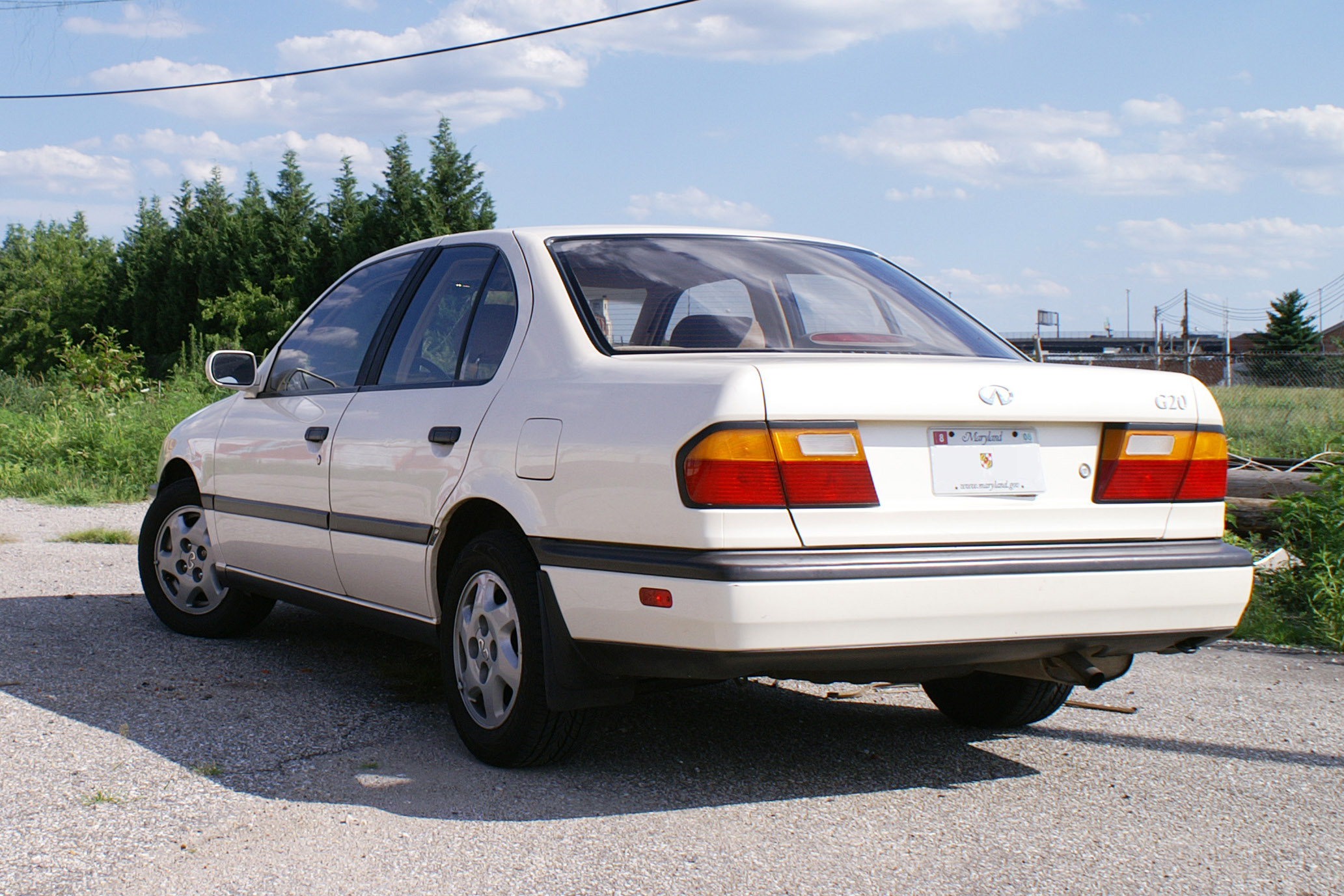
Tył G20 P10

W 1993 roku podczas targów motoryzacyjnych w Nowym Jorku zaprezentowano wersję po liftingu.

### Silnik
- R4 2,0 l (1998 cm³), 4 zawory na cylinder, DOHC
- Układ zasilania: wtrysk MPFi
- Średnica × skok tłoka: 86,00 mm × 86,00 mm
- Stopień sprężania: 9,5:1
- Moc maksymalna: 147 KM (108,1 kW) przy 6000 obr./min
- Maksymalny moment obrotowy: 185 N•m przy 4800 obr./min

## Infiniti G II
Infiniti G20 P11 produkowany od 1999 do 2002 roku to tak naprawdę zmodernizowana wersja G20 P10. 

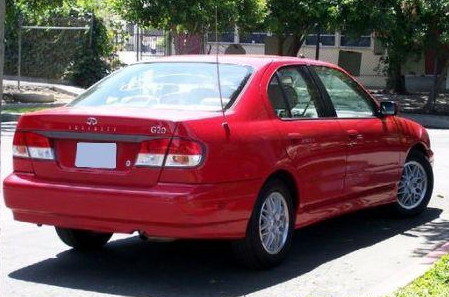
Tył G20 P11

## Infiniti G III
Infiniti G20 V35 produkowany był w latach 2002 - 2007 jako coupe oraz sedan. Do napędu używano silników V6 o pojemności 3,5 litra. Moc przenoszona była na oś tylną lub cztery koła poprzez 6-biegową ręczną skrzynię biegów. Samochód został zastąpiony przez model G V37.

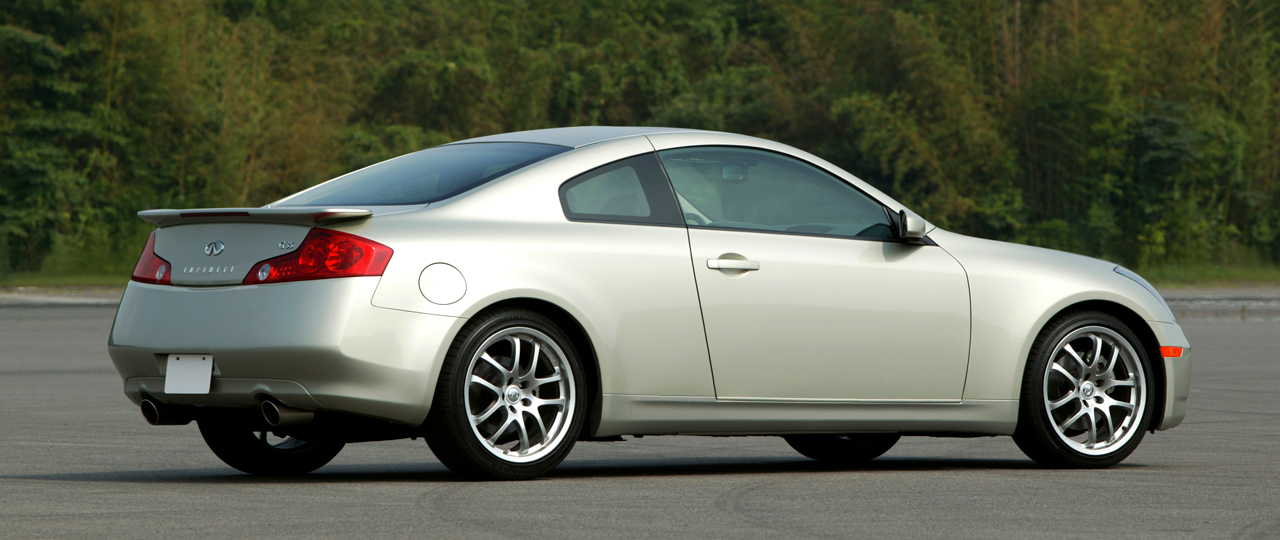
Tył Infiniti G V35 w wersji coupe

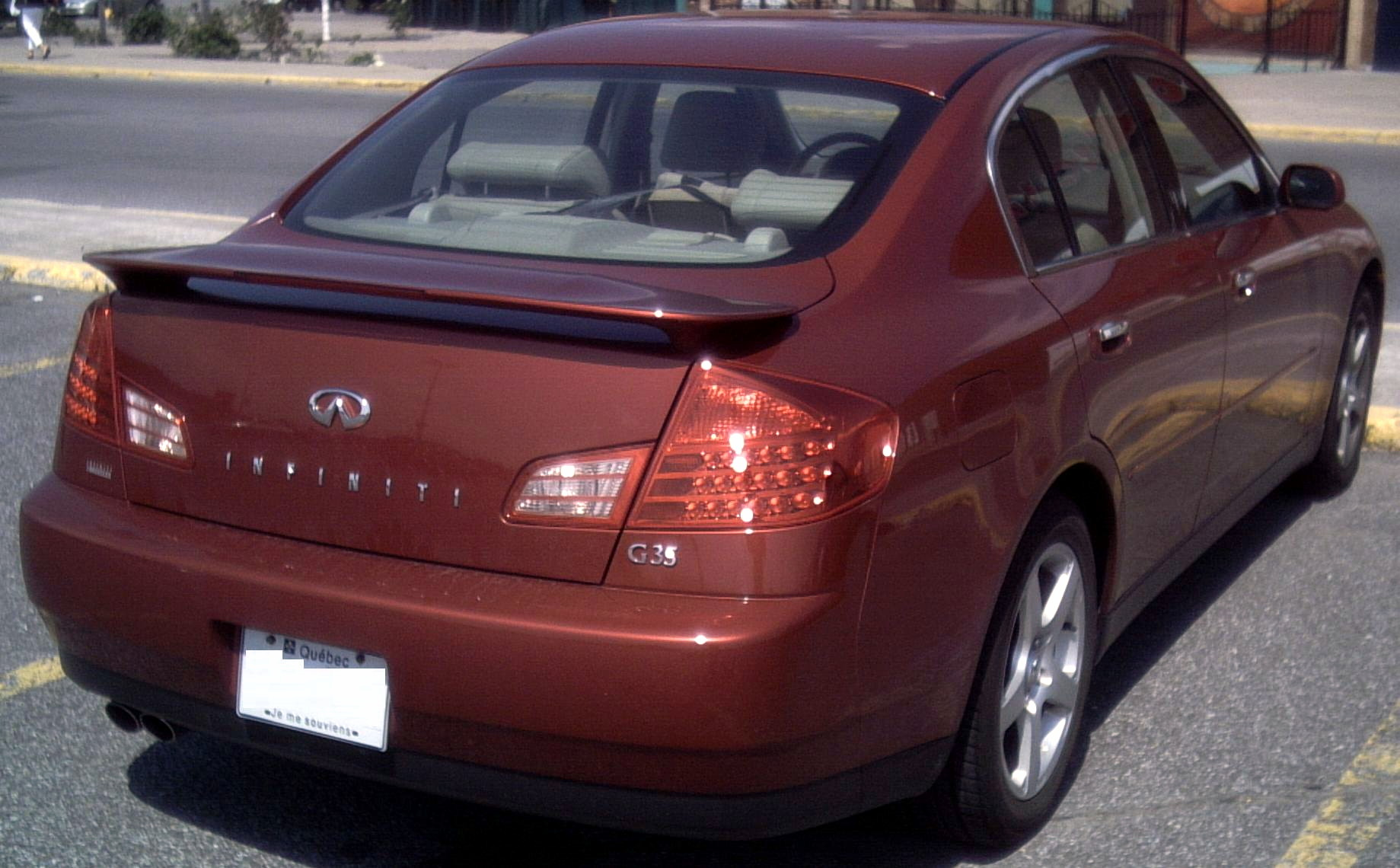
Tył Infiniti G V35 w wersji sedan

### Silnik
- V6 3,5 l (3498 cm³), 4 zawory na cylinder, DOHC
- Układ zasilania: wtrysk SMPFi
- Średnica × skok tłoka: 95,50 mm × 81,40 mm
- Stopień sprężania: 10,3:1
- Moc maksymalna: 284 KM (208,8 kW) przy 6200 obr./min
- Maksymalny moment obrotowy: 366 N•m przy 4800 obr./min
- Maksymalna prędkość obrotowa silnika: 6600 obr./min

## Infiniti G IV

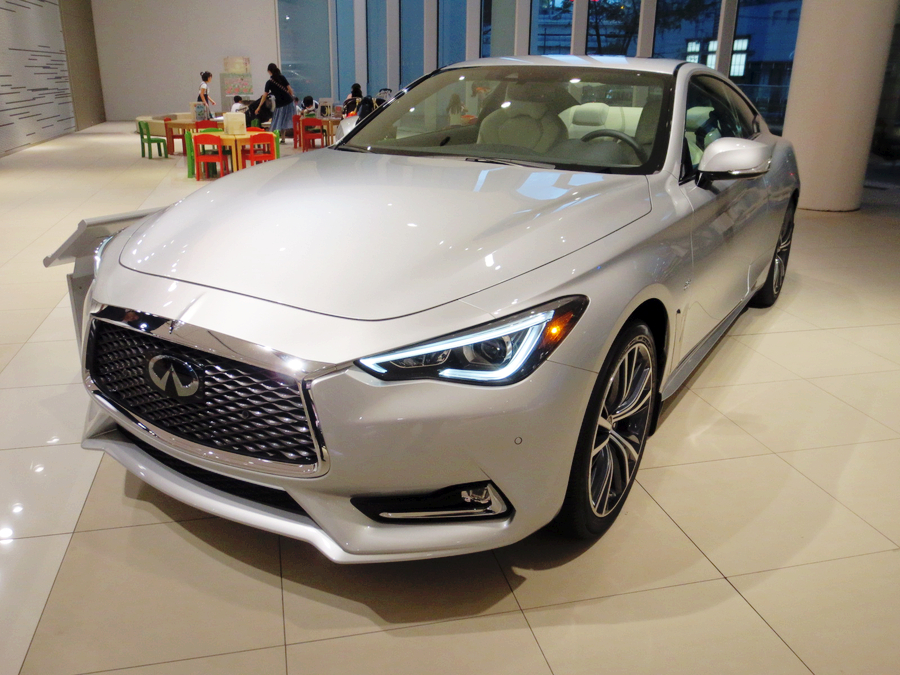
Infiniti V37 po liftingu

Infiniti G V37 produkowany jest od 2007 roku. W 2013 roku podjęto decyzję o zmianie nazw modelowych, gdzie wszystkie samochody osobowe będą miały oznaczenie "Q", po którym nastąpi dwucyfrowy numer. Numery te będą odpowiadać pozycji pojazdu w hierarchii Infiniti. Tym samym począwszy od 2014 roku nazwę wersji coupe i cabrio zmieniono na Infiniti Q60, a wersję sedan na Q40. Później auto w wersji sedan zostało zastąpione model Q50, a coupe przez Q60 drugiej generacji.

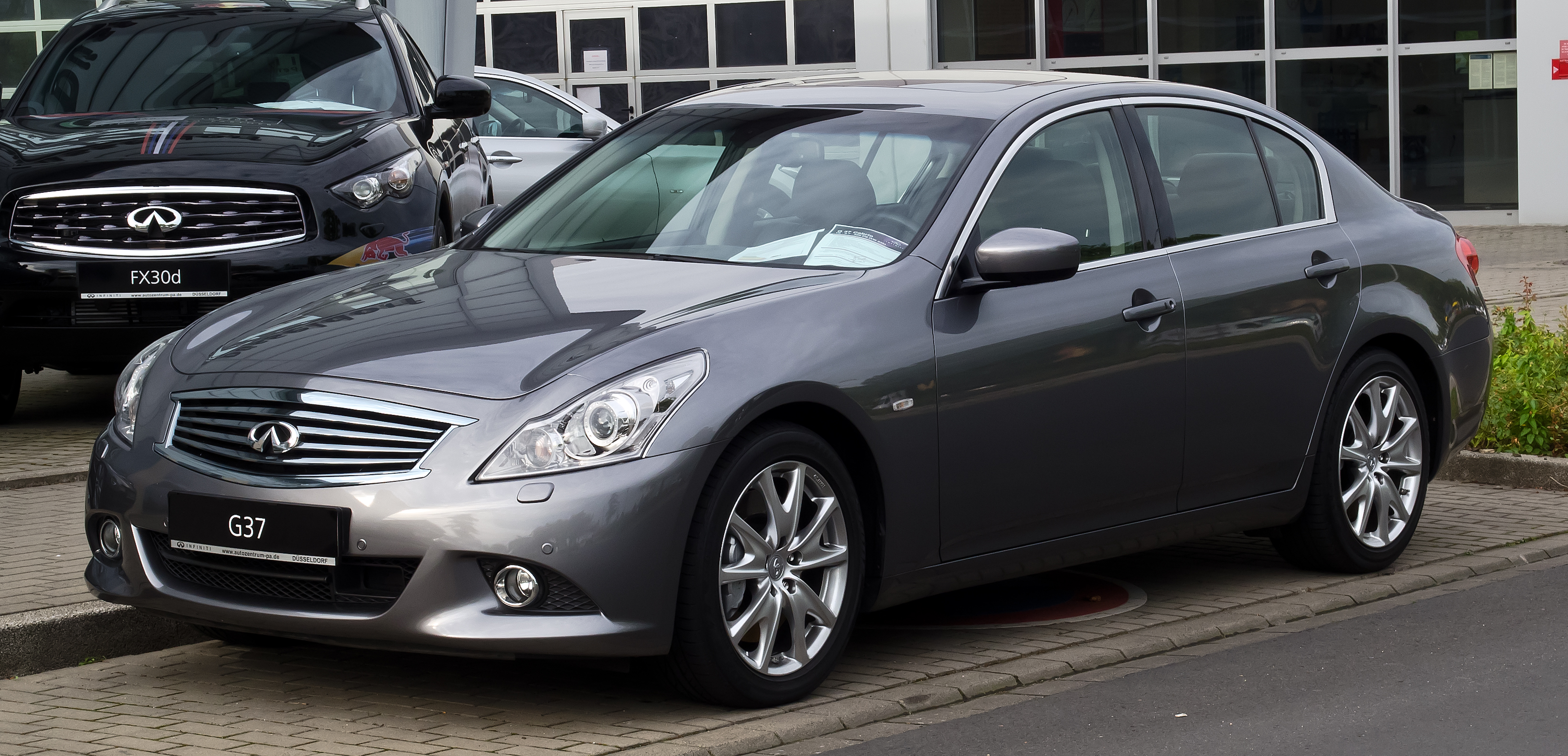
Infiniti G V37 sedan po liftingu

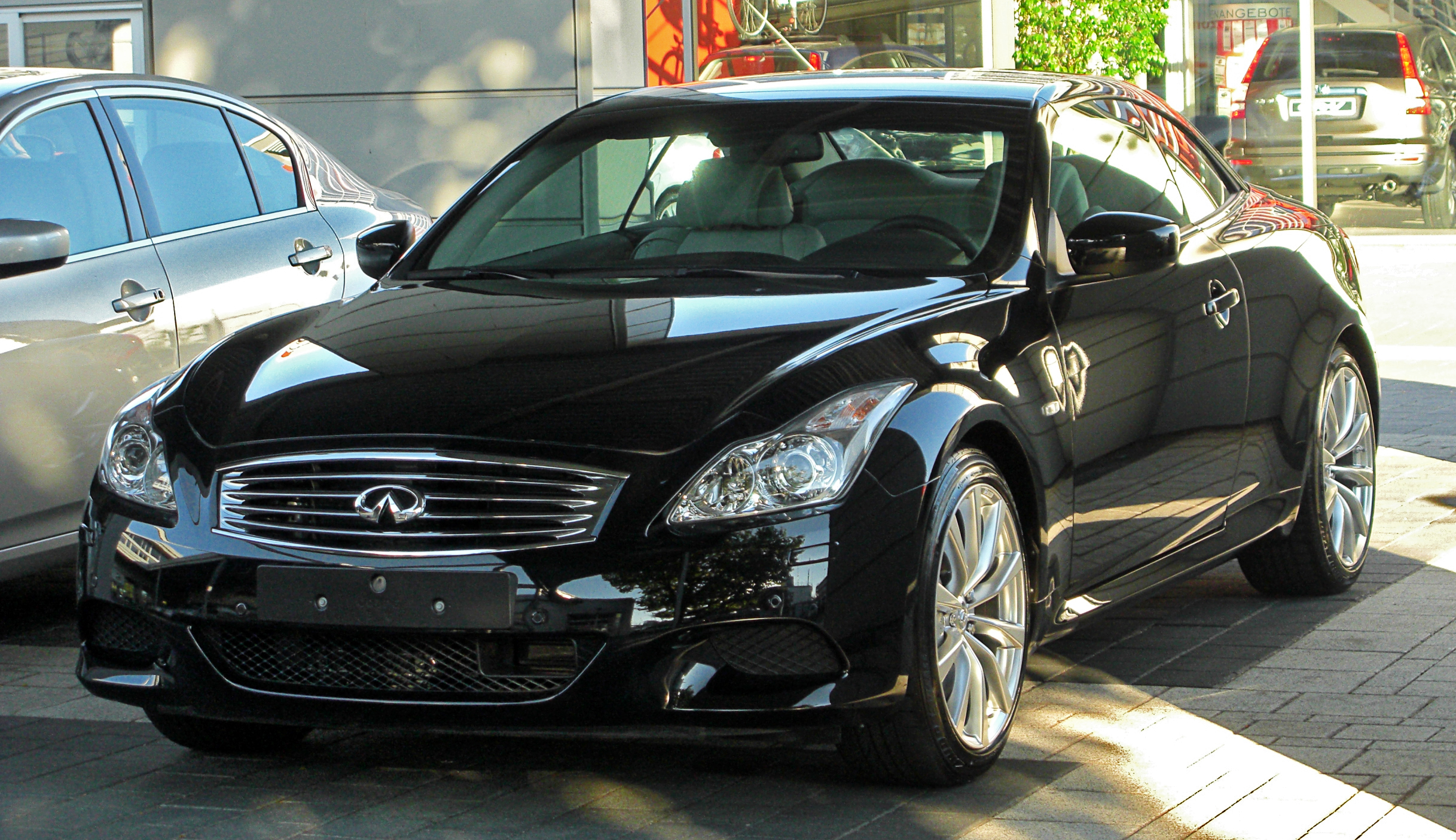
Infiniti G V37 cabrio

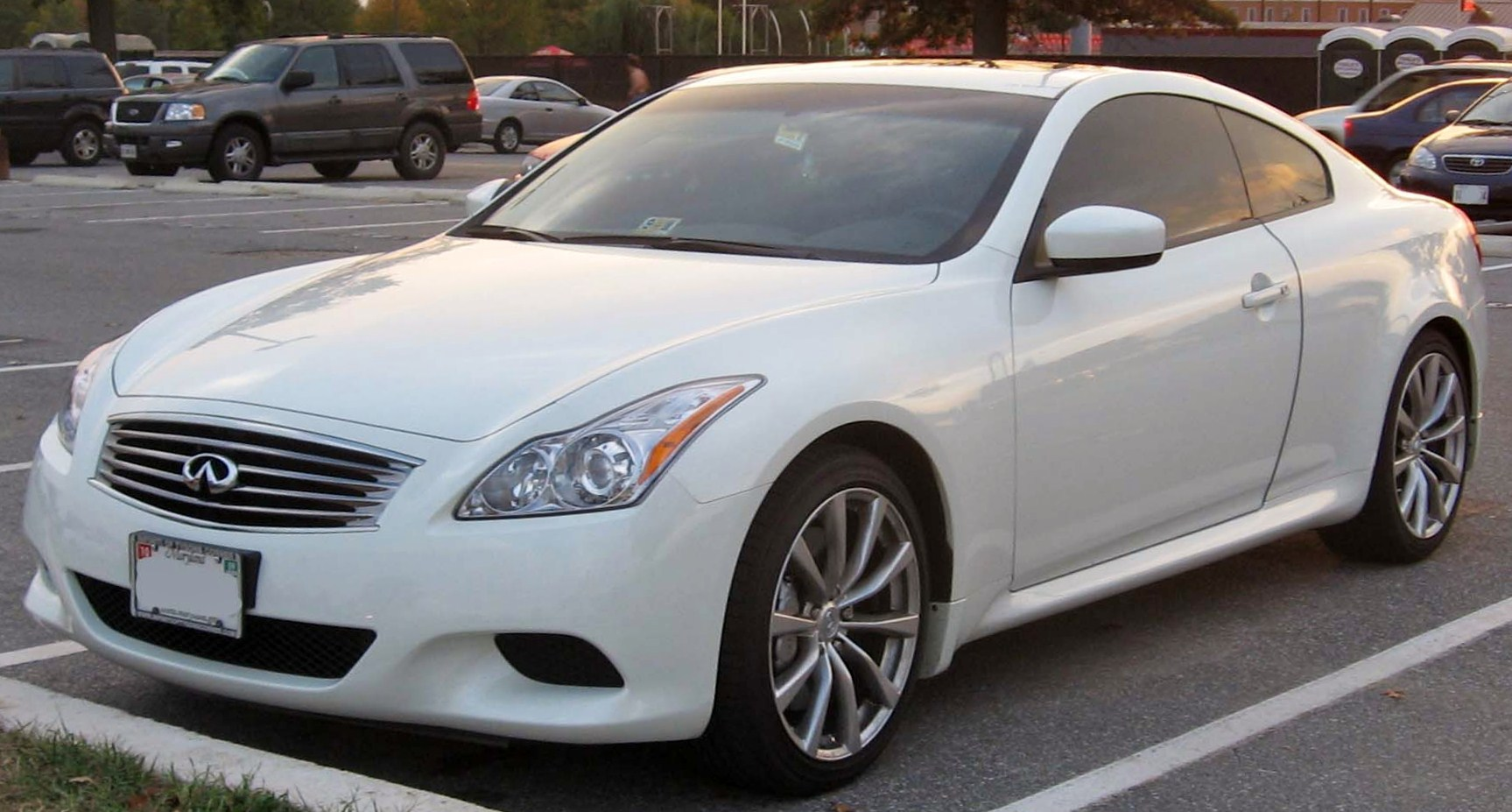
Infinigi G V37 coupe

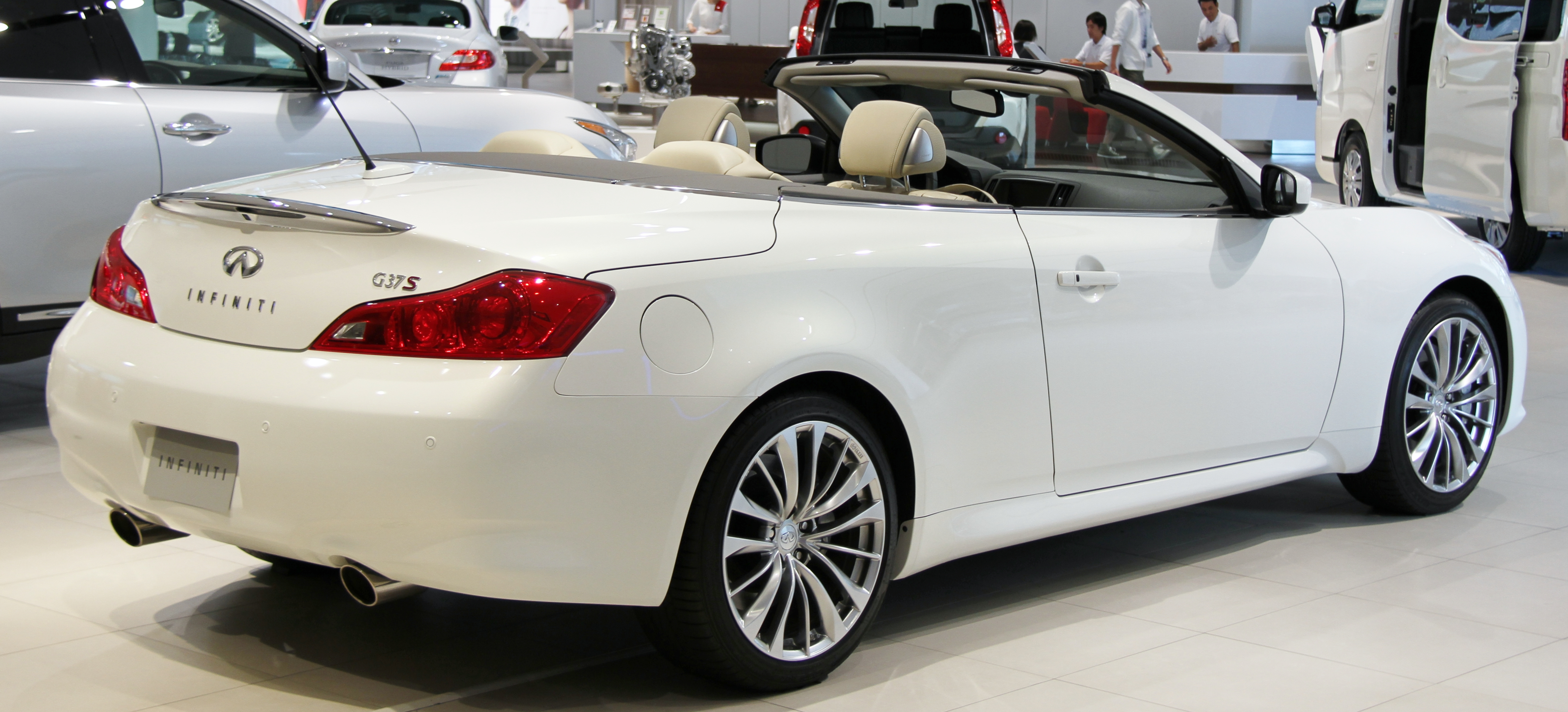
Tył G V37 cabrio

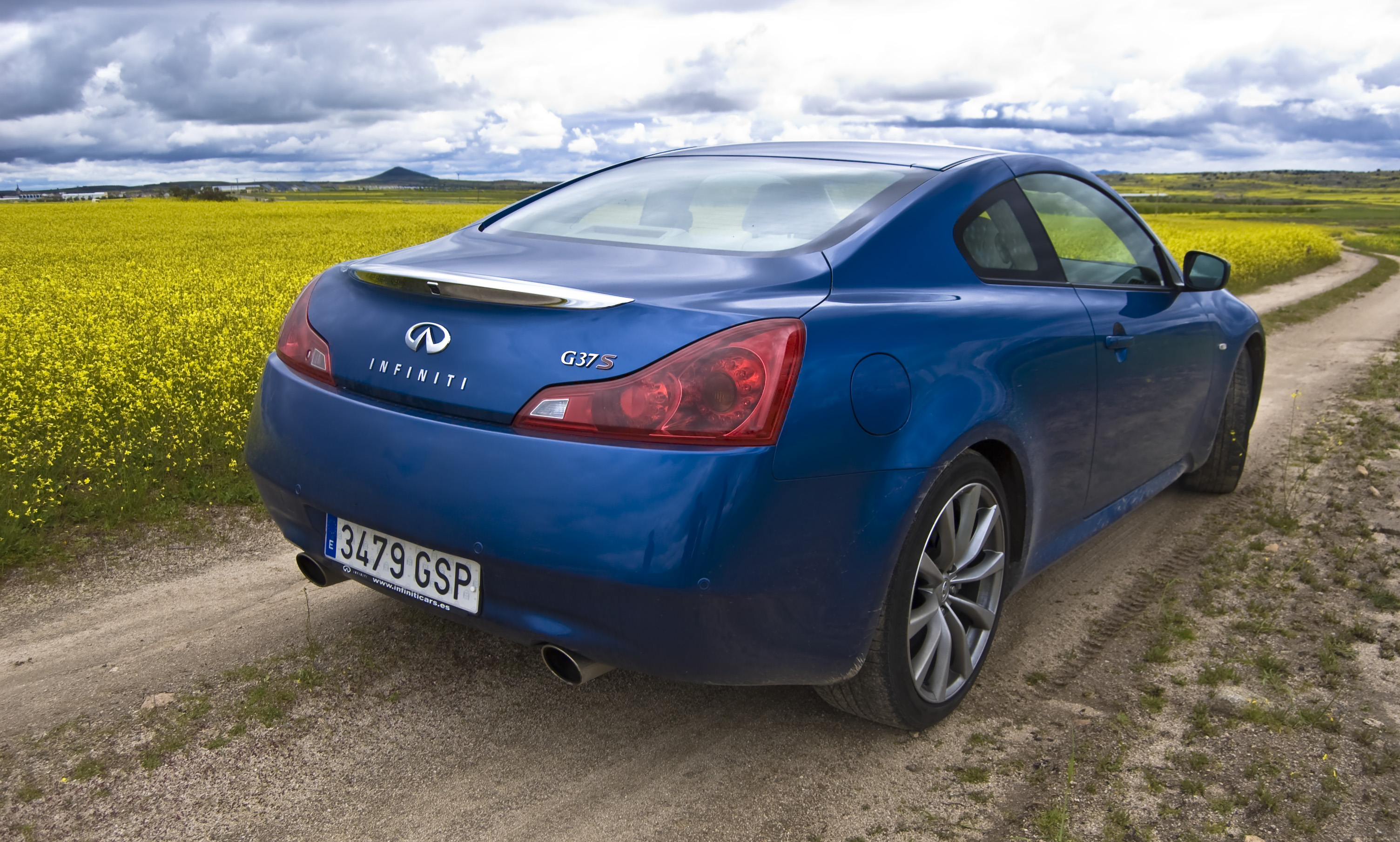
Tył G V37 coupe

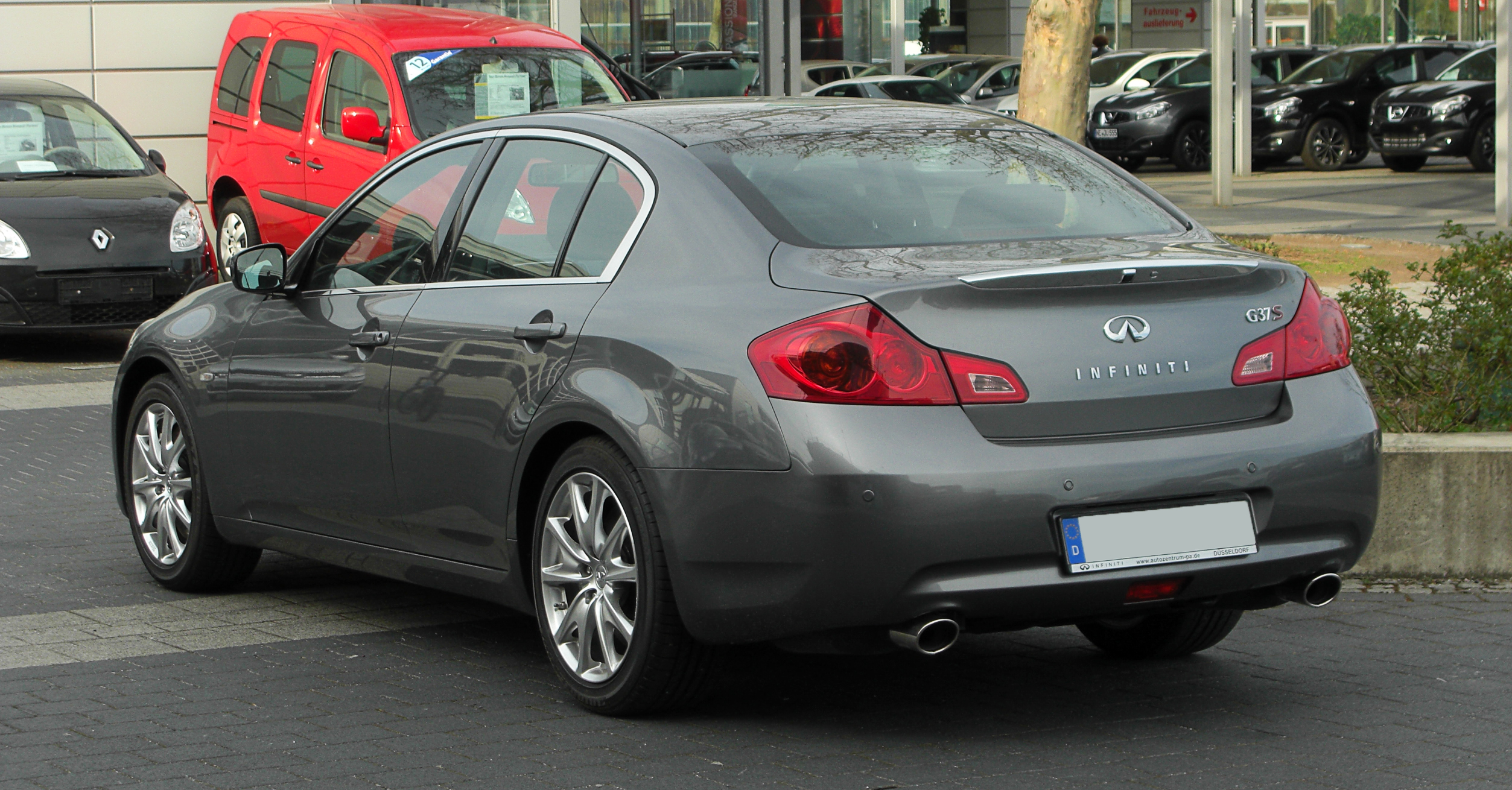
Tył G V37 sedan po liftingu

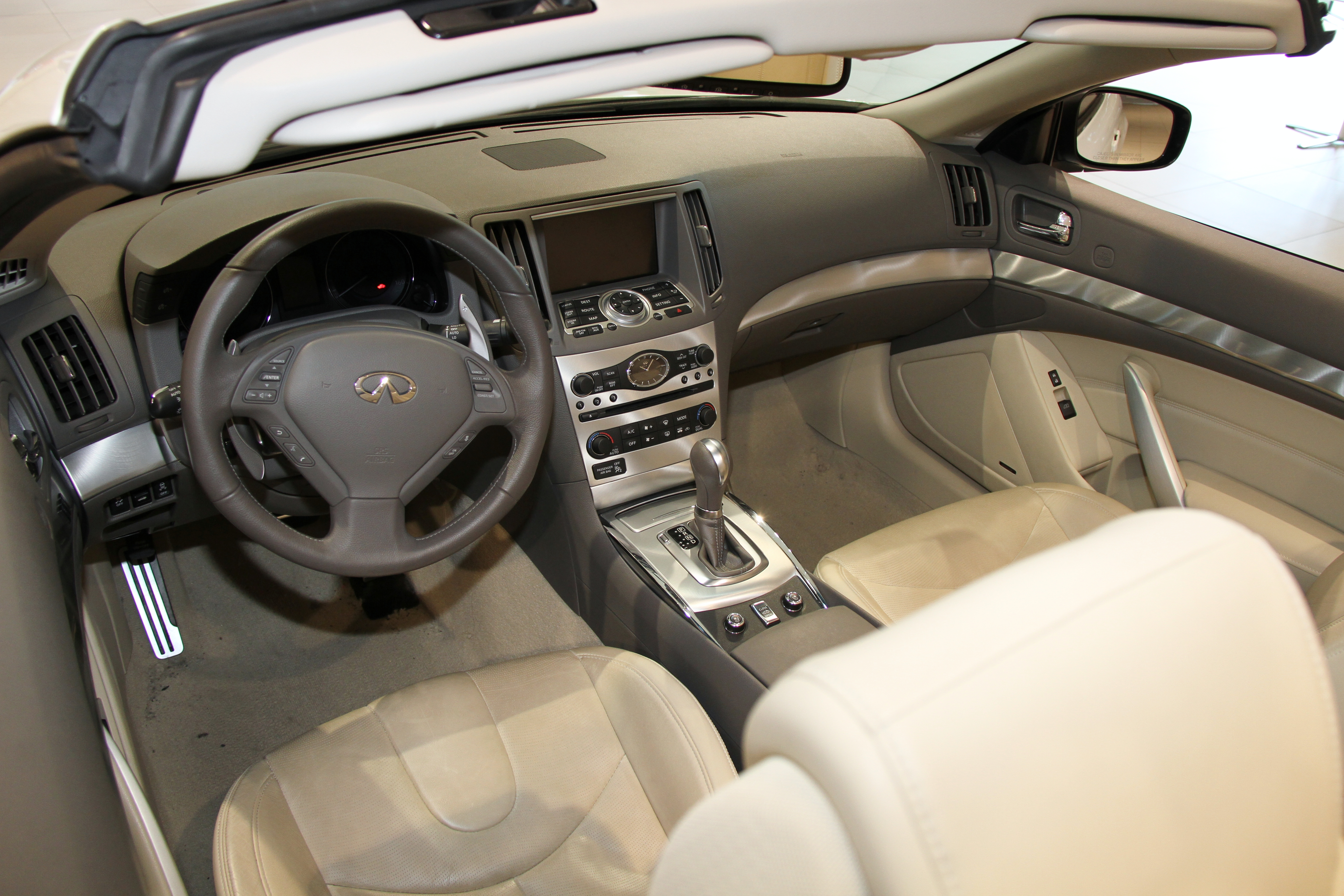
Wnętrze

Prace projektowe nad autem rozpoczęto w 2003 roku. W 2008 roku wprowadzono do oferty nadwozie coupe, a rok później cabrio.

### Silnik
- V6 3,7 l (3696 cm³), 4 zawory na cylinder, DOHC
- Układ zasilania: wtrysk SMPFi
- Średnica × skok tłoka: 95,50 mm × 86,00 mm
- Stopień sprężania: 11,0:1
- Moc maksymalna: 335 KM (246,1 kW)
- Maksymalny moment obrotowy: 366 N•m
- Maksymalna prędkość obrotowa silnika: 7500 obr./min

### Wersje wyposażeniowe

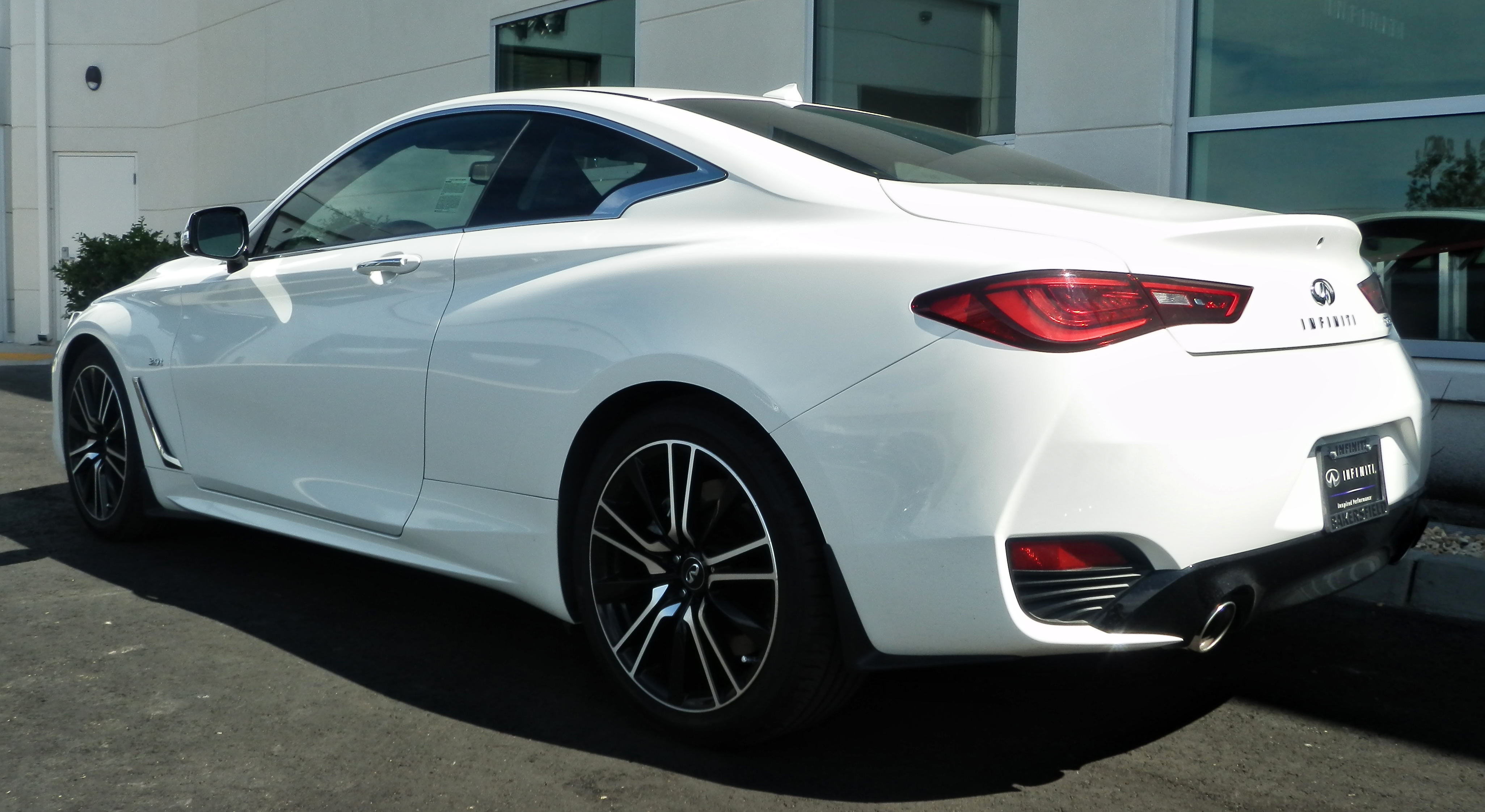
Infiniti V37 Po Liftingu

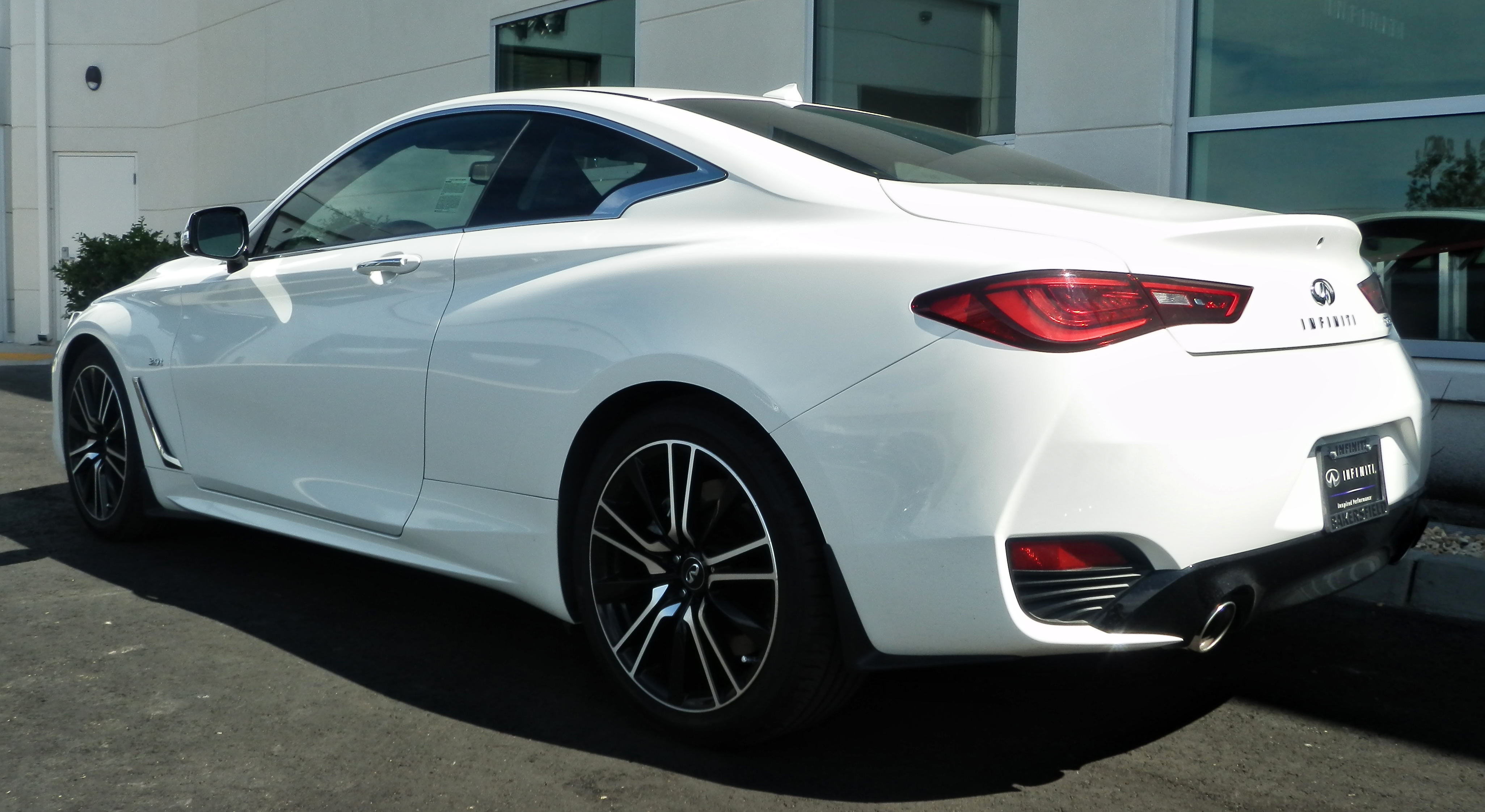

- Q60
- S
- S Premium
- GT
- GT Premium